# (4076) Dörffel
(4076) Dörffel – planetoida z grupy pasa głównego asteroid okrążająca Słońce w ciągu 4 lat i 298 dni w średniej odległości 2,85 j.a. Została odkryta 19 października 1982 roku w Obserwatorium Karla Schwarzschilda w Tautenburgu przez Freimuta Börngena. Nazwa planetoidy pochodzi od Georga Samuela Dörffela (1643–1688), niemieckiego astronoma. Przed jej nadaniem planetoida nosiła oznaczenie tymczasowe (4076) 1982 UF4.